# Pont de la Lleura
El Pont de la Lleura és un monument que forma part de l'Inventari del Patrimoni Arquitectònic Català de la vila de Cardona (Bages). La construcció del pont se situa a la dècada de 1380-1390 amb l'objectiu de salvar el pas damunt de la torrentera d'Argimont o de Galivart en relació amb l'antic camí ral de Solsona, Sant Llorenç i la Seu.

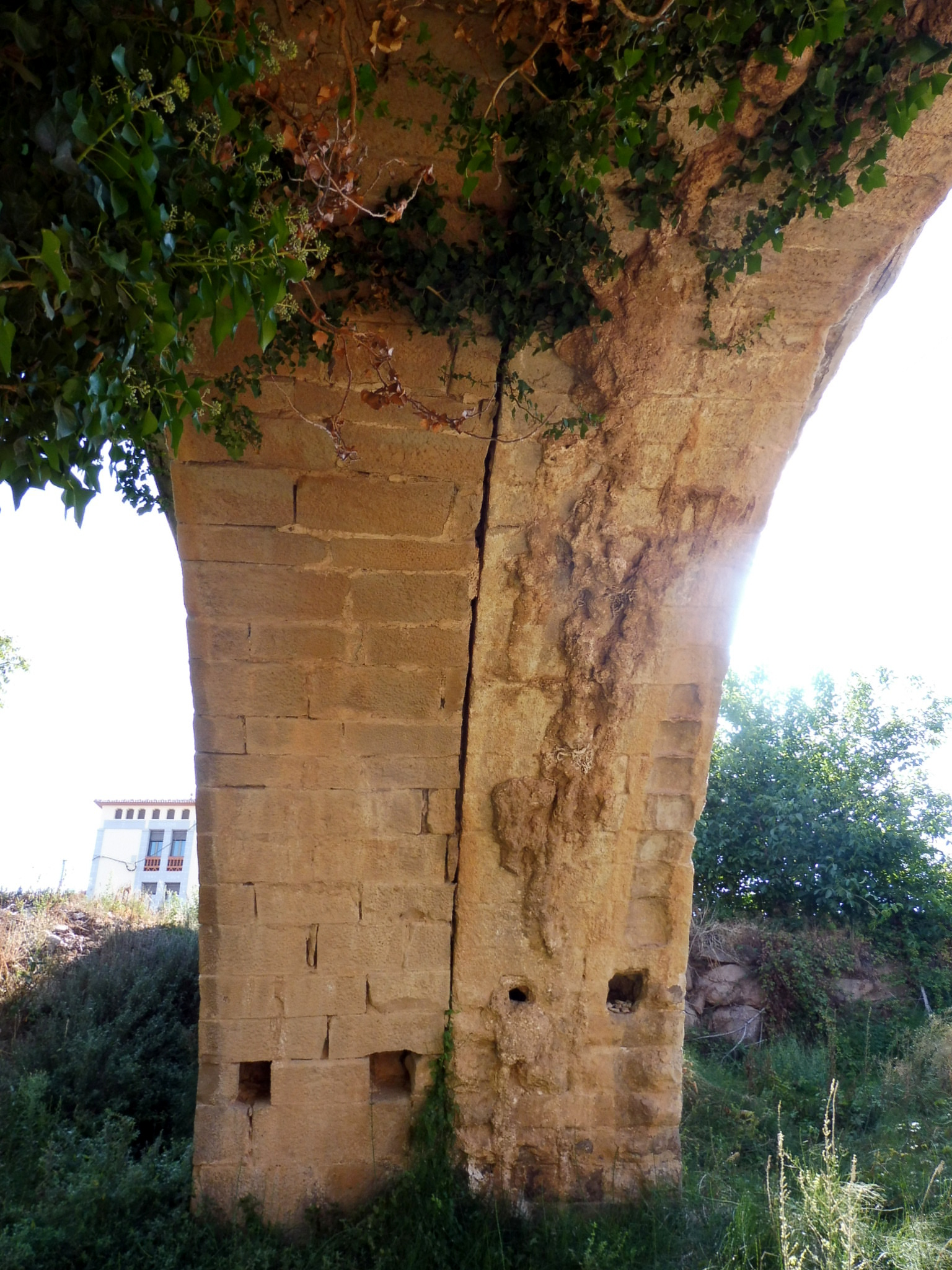
Antic pont i aqüeducte junts

## Descripció
El Pont de la Lleura, està situat sobre el Torrent de Malamata, afluent de l'esquerra del Cardener, afluent per la dreta del Llobregat.
És un pont pla d'un sol arc apuntat, i tot de pedra. Està format a partir d'un antic pont i d'un aqüeducte, que costat per costat-al suprimir l'aqüeducte- ha donat més amplada al pont.